# Mystromys albicaudatus
Mystromys albicaudatus és una espècie de mamífer rosegador miomorf de la família Nesomyidae, pròpia d'Àfrica meridional. És l'únic membre tàxon vivent de la subfamília dels mistromins. Aquesta espècie havia estat situada en la subfamília Cricetinae, a causa de la seva similar aparença amb els hàmsters, però estudis de filogènia molecular han confirmat que aquests dos grups no estan estretament relacionats; també la hi ha classificat en la família Muridae.